# IS11SH

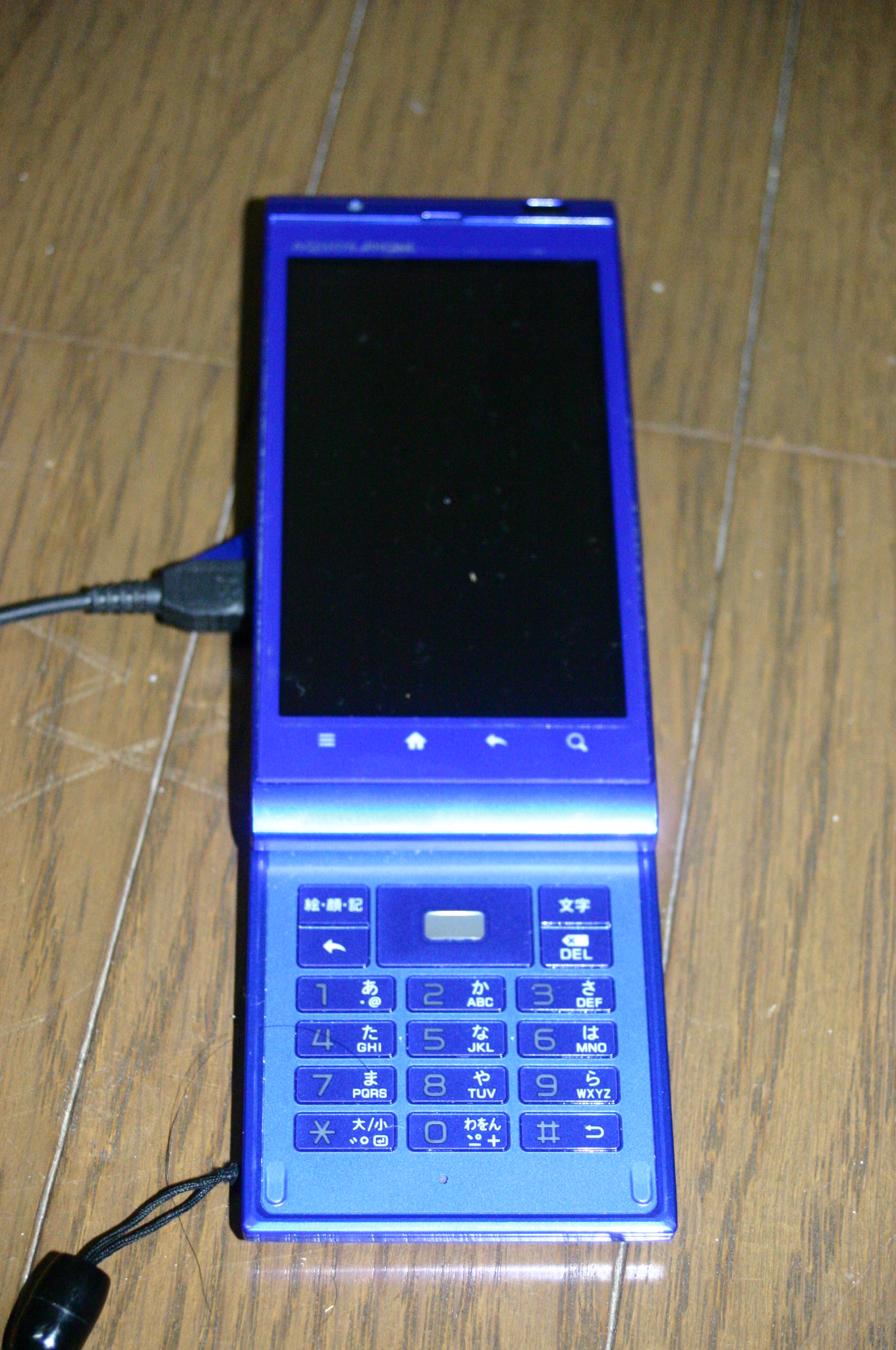
ラピスブルー

AQUOS PHONE IS11SH（アクオス・フォン・アイエスいちいちエスエイチ）は、シャープによって日本国内向けに開発された、auブランドを展開するKDDIおよび沖縄セルラー電話のISシリーズの一つで、CDMA 1X WIN対応フルスライド型スマートフォンである。製造型番はSHI11（エスエイチアイいちいち）。メーカー型番はAF20（エーエフにゼロ）。

## 概要
同キャリア向けとしては初となるAQUOS PHONEシリーズの一つ。OSにはAndroid 2.3が用いられている。また、搭載されているCPUとしてクロック周波数が1.4GHzのSnapdragon S2（MSM8655T）が搭載されている。
多くのスマートフォンと同様にタッチパネルを使用するほか、本機ではフィーチャーフォン（携帯電話）と同じく、ダイヤルキー形式の物理キーを使って各種操作や文字入力が可能である。このほか、文字を2度押しすると簡単にデコレーションメールを作成する事が可能な操作法も採用している。
同社製の同キャリア向けスマートフォンとしては初めて下り最大9.2Mbps、上り最大5.5MbpsのWIN HIGH SPEED（CDMA2000 1xEV-DO MC-Rev.A）にも対応している。
ベールビュー液晶を採用しており、覗き見防止フィルタのON/OFFが可能。

## 歴史
- 2011年（平成23年）5月17日 - KDDI、およびシャープより公式発表。
- 2011年6月11日 - 連邦通信委員会（FCC）を通過[2]。
- 2011年6月24日 - 全国にて一斉発売。
- 2012年（平成24年）1月上旬 - KDDI直営のECサイト「auオンラインショップ」で販売開始。在庫分が無くなり次第販売終了。新規・MNP・機種変更でも扱っている。
- 2012年7月22日 - L800MHz（旧800MHz帯・CDMA Bandclass 3）帯エリアによる音声・データ通信サービスの停波によりそれ以降はN800MHz（新800MHz帯・CDMA Bandclass 0 Subclass 2）帯エリア、および2GHz（CDMA Bandclass 6）帯エリアの各音声・データ通信サービスで利用する事となる。

## プリインストールアプリ
- au one Friends Note
- Documents To Go
- Skype | au
- jibe
- Foursquare
- Twitter for Android
- mixiSH
- YouTube
- 速デコ
- スライド連携メニュー
- きせかえtouch
- モシモカメラ
- ミニチュアライズカメラ
- 魚眼カメラ
- ワイヤレス連携対応スマートファミリンク

## 主な機能・サービス
※PC向けWebブラウザが標準装備されておりFlashコンテンツもフル表示可能。携帯向けサイト(EZWeb)は他のスマートフォンやPCと同じく閲覧不可。
| 主な機能・対応サービス                                                  | 主な機能・対応サービス                           | 主な機能・対応サービス              | 主な機能・対応サービス        |
| ----------------------------------------------------------------------- | ------------------------------------------------ | ----------------------------------- | ----------------------------- |
| Webブラウザ                                                             | LISMO! for Android メディアプレイヤー LISMO WAVE | おサイフケータイ                    | ワンセグ                      |
| au one メール PCメール Gmail EZwebメール                                | デコレーションメール デコレーションアニメ        | Skype au                            | PCドキュメント                |
| au Smart Sports Run & Walk Karada Manager ゴルフ(web版) Fitness、歩数計 | GPS 方位計                                       | au oneナビウォーク au one助手席ナビ | au one ニュースEX au one GREE |
| じぶん銀行                                                              | 緊急地震速報                                     | Bluetooth                           | 無線LAN機能 (Wi-Fi)           |
| 赤外線通信 (IrSimple)                                                   | WIN HIGH SPEED                                   | グローバルパスポート(CDMA)          | auフェムトセル                |
| microSD microSDHC                                                       | モーションセンサー(6軸)                          | 防水                                | 簡易留守録 着信拒否設定       |

- 安心セキュリティパックは、ウイルスバスターモバイル for auのみ対応。
- 家庭用レコーダーからの番組持ち出しが可能。USB経由または直接SDカードへ転送。AQUOS以外の他社レコーダーからでも持ち出せる。レコーダーによって転送できる放送の種類等は異なる。
- DLNAサーバー 1.5 (Image:JPEG / Audio:MP3,LPCM)

## ケータイアップデート
- 2011年7月11日にケータイアップデートが配信された[9]。アップデートで修正される内容は次の通り。
  - 電池の消費が早くなる場合がある。
- 2011年8月4日に2度目のケータイアップデートが配信された。[10] アップデートで修正・追加される内容は次の通り。
  - Eメールの自動受信に失敗する場合がある。
  - メール機能の改善。
    - Eメール送受信時の認証方法の強化。
    - Cメールで利用できる文字数が、全角文字で70文字、半角文字で140文字まで拡張。
    - EメールとCメールの判別がしやすいよう、アイコンの変更。

## 注
1. ↑  対応プロファイルHSP、HFP、A2DP、AVRCP、OPP、PBAP、SPP、DUN。ただし、DUNによるPCのダイヤルアップ接続は不可で、カーウイングス等カーナビ専用用途。
2. ↑  過去にCD等からPC上のLSIMO Portへ取込んだ楽曲のISシリーズ端末への転送、及び、過去に同電話番号のLISMO対応au携帯電話で購入した着うたフル、着うたフルプラス、ビデオクリップのLISMO Portでのバックアップ＆ISシリーズ端末への転送は、LISMO Port 4.2以降で対応。なお携帯のmicroSDからの差し替えには対応せず、一度携帯からLISMO Portに転送し、IS端末を接続してから転送する必要がある。MP3やMP4などにも対応。
3. ↑  USB接続のMTPモードにすることによりWindows標準のWindows Media PlayerからWMAでの転送にも対応。ただしWMAはあらかじめインストールされているメディアプレイヤーかLISMO以外のプレイヤーアプリで対応。
4. ↑  録画はMicroSDに記録されるためダビング10は非対応。AQUOSブルーレイディスクレコーダー連携機能対応。
5. ↑  EZwebのメールは無線LANでの利用は不可。
6. ↑  デコレーションアニメの送信は非対応。IS端末で受信した場合はflashファイルで添付ファイルとして受信される。
7. ↑  プリインストールアプリのDocuments To Goで対応。Word、Excel閲覧。PDF閲覧、Word編集、Excel編集は有料版を購入。
8. ↑  au携帯電話の「ケータイアップデート」についてのお知らせ - 2011年7月11日
9. ↑  au携帯電話の「ケータイアップデート」についてのお知らせ - 2011年8月4日